# Phoneyusa minima
Phoneyusa minima là một loài nhện trong họ Theraphosidae.
Loài này thuộc chi Phoneyusa. Phoneyusa minima được Embrik Strand miêu tả năm 1907.